# Brigades de défense de Benghazi
Les Brigades de défense de Benghazi sont un groupe djihadiste formé en 2016 lors de la deuxième guerre civile libyenne.

## Histoire
Les Brigades de défense de Benghazi sont formées le 2 juin 2016 à Al Djoufrah par le regroupement de plusieurs groupes islamistes, après un appel au djihad contre le général Khalifa Haftar lancé par le mufti al-Sadek al-Guaryani,. Selon RFI, le groupe a des liens avec al-Qaïda, avec Ansar al-Charia et avec l'État islamique. Pour Le Monde, le groupe compte de nombreux islamistes dans ses rangs, ainsi que d'anciens membres d'Ansar al-Charia. Il est présent principalement à Benghazi, au sein du Conseil de la Choura des révolutionnaires de Benghazi,. Ses combattants prennent part à la bataille de Benghazi. Ils sont également présent à Ajdabiya et à Derna. Dans cette dernière ville, le groupe aurait notamment aidé Mokhtar Belmokhtar.
Le 17 juillet 2016, trois sous-officiers français du Service Action de la DGSE sont tués dans le crash de leur hélicoptère. Les Brigades de défense de Benghazi revendiquent l'attaque et affirment avoir visé l'appareil avec un missile sol-air SA-7 et des armes automatiques. Leur mort est confirmée par le gouvernement français le 20 juillet, qui parle cependant d'un « accident d'hélicoptère »,,.
En mars 2017, les Brigades de défense de Benghazi attaquent la région du croissant pétrolier, dans la région de Ras Lanouf. Elles remettent ensuite les villes et les sites pétroliers de Ras Lanouf et d'As-Sidrah au Gouvernement d'union nationale, bien que celui-ci ait condamné cette offensive . Cependant, les forces du maréchal Haftar contre-attaquent et reprennent le croissant pétrolier le 14 mars.
Après leur défaite à Benghazi à la fin de l'année 2017, les Brigades de défense de Benghazi sont hébergées à Misrata par les brigades locales, unies par leur opposition à Haftar. Elles disposent également d'un camp à al-Saddada, dans la banlieue de Bani Walid.